# Bulevar Artigas
Bulevar General Artigas – ulica w Montevideo, stolicy Urugwaju, nazwana na cześć urugwajskiego bohatera narodowego José Gervasio Artigasa.

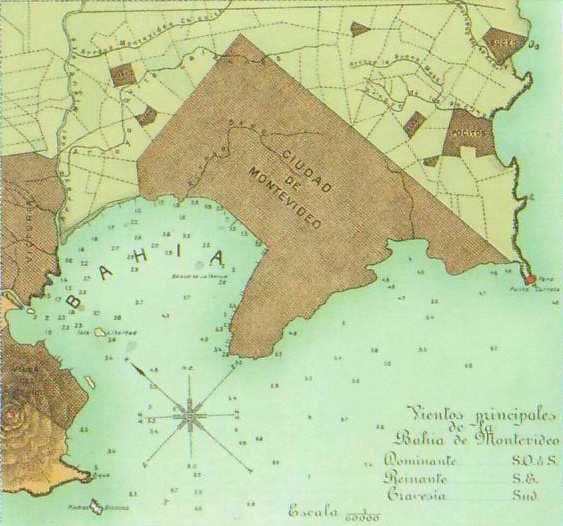
Mapa z 1893 roku: Bulevar Artigas stanowi granicę miasta

Ulica zaczyna się przy Rambla de Montevideo w barrio Punta Carretas, skąd biegnie na północ przez około 6,5 km. Przy pomniku L. Batlle zakręca o 100° na zachód i biegnie około 4 km. do barriów Capurro i Bella Vista, gdzie przechodzi w Drogę krajową nr 1.
W barrio Tres Cruces ulica spotyka się z najważniejszą ulicą miasta, Avenida 18 de Julio. Bulevar Artigas przecina w sumie granice 16 barriów Montevideo napotykając wiele ważnych dróg, jak: Avenida Agraciada, Avenida General Flores, Avenida 8 de Octubre, Avenida Italia czy Rambla de Montevideo. Znajduje się przy niej dworzec autobusowy Terminal Tres Cruces.
Pod koniec XIX wieku Bulevar Artigas wyznaczała granicę ówczesnego Montevideo, stąd jej nietypowy zwrot o 100°.